# Linder Sterling
Pour les articles homonymes, voir Linder.
Linda Mulvey, dite Linder Sterling ou simplement Linder, est une artiste britannique née à Liverpool en 1954.

## Biographie
Dans les années 1970, elle se fait connaître par ses collages punk, mélanges d'extraits de magazines pornographiques et féminins. Une de ses pièces les plus célèbres est la pochette du single Orgasm Addict (en)  du groupe Buzzcocks.
En 1978, elle cofonde le groupe post-punk Ludus (en) dont elle est la chanteuse jusqu'en 1983. Elle dessine les couvertures de disques du groupe.
Par la suite, elle se consacre à la performance, la photographie, le film,.
Plus récemment, elle collabore avec le styliste Richard Nicol (en).
Elle a créé une chorégraphie Children of the mantic stain qui "explore les définitions multiples et contemporaines de la féminité".
Son art exprime son engagement féministe.

## Expositions
- Femme / Objet,  Rétrospective, Musée d'art moderne de la ville de Paris, 2013[8].

- The Groom, galerie  Andrehn Schiptjenko, Paris, 2023[9].

## Conservation
- Collages (Untitled, 1976) acquis par la Tate Modern[10]

## Publications
- Linder Sterling, Morrissey Shot, Londres, Martin Secker & Warburg Ltd , 2002, 144 p.  (ISBN 0-436-24824-7)
- Jon Savage (dir.), William Gibson, Linder Sterling, Johan Kugelberg (ed.),  Punk, une esthétique, [« Punk: An Aesthetic »], Paris, Éditions Flammarion, 2012, 352 p.  (ISBN 978-0-8478-3941-4)

## Discographie
Avec Ludus (chants, pochettes).
- The Visit, LTM, 1980
- The Seduction, New Hormones, 1981
- Danger Came Smiling, New Hormones, 1982

## Filmographie
- The South Bank Show: Season 11, Episode 3 - The Smiths, elle-même, 1987
- The Importance of Being Morrissey, contribution, 2002
- The Darktown Cakewalk: Celebrated from the House of Fame, scénario, 2010

## Prix
- Latitude Contemporary Art prize 2012, pour Stringed Figure (Octobass for the 21st Century) (Version I) 2012[11]